# Blackswan (grupo musical)
Blackswan (hangul: 블랙스완; rr: Beullaegseuwan; estilizado como BLACKSWAN e B.S.) é um girl group global com sede na Coreia do Sul, cujo debut foi em 2020, formado pela DR Music. O grupo é composto atualmente por quatro integrantes: Fatou, Sriya, Gabi e NVee. O grupo fez sua estreia em 16 de outubro de 2020, com o single "Tonight" e o álbum "Goodbye Rania" quando era composta com 5 integrantes.

## Biografia

### Antes da estreia (Rania)
O grupo originalmente foi programado para estrear como a nova geração do grupo Baby V.O.X, também agenciado pela DR Music. No entanto, a empresa decidiu promovê-las como um novo grupo chamado Rania, composto por oito integrantes: Saem, Lucy (mais tarde conhecida como Jooyi), Riko, Joy, Kimdee, Tiyei, Xia e Sarah. Em 2010, a integrante Tiyei foi selecionada para estrear ao lado de Jay Park no filme Hype Nation, obrigando a DR Music adiar a estreia do grupo. Pouco depois, em meados de 2011, a integrante chinesa Sarah decidiu deixar o grupo para seguir sua carreira de modelo, sendo posteriormente substituída por Yijo. Antes da audição de Yijo, as trainees Daeun e Minhee estavam se preparando para sua estreia com o grupo, no entanto Minhee foi proibida pelos pais de estrear por conta de sua idade (ela tinha apenas quinze anos), enquanto Daeun se retirou do grupo por conta própria para seguir sua vida na Tailândia. Resumindo, Sarah deixou o grupo e Daeun e Minhee não foram selecionadas como integrantes do grupo.

### 2011–2012:Teddy Riley, The First Expansion In AsiaeTime To Rock Da Show
Rania realizou sua estreia oficial em 6 de abril de 2011, quando lançaram seu primeiro extended play Teddy Riley, The First Expansion In Asia. Elas realizaram sua primeira apresentação ao vivo no dia seguinte, no programa musical Music Bank, onde elas performaram o single Dr. Feel Good, que originalmente seria dado para a cantora Lady Gaga. A integrante chinesa Yijo não estava presente nas apresentações ao vivo. Mais tarde, a DR Music afirmou que ela estava tendo problemas com seu visto de trabalho e confirmou sua saída pouco depois. O videoclipe e as performances ao vivo do single Dr. Feel Good causaram controvérsias na Coreia do Sul. Alguns internautas afirmaram que a coreografia da canção e o figurino das integrantes era inapropriado para ser transmitido em canais de televisão. O grupo posteriormente realizou modificações na coreografia e figurino. Ou seja, a Yijo decidiu sair do grupo enquanto o grupo continuava com as atividades normalmente.
Após o encerramento das promoções do single Dr. Feel Good, o grupo retornou em 4 de junho com o lançamento do single digital Masquerade, que também por escrito por Teddy Riley. Apesar de ter planejado uma estreia americana, Rania não realizou nenhum avanço internacional. Logo após o lançamento de Masquerade, Teddy Riley revelou que estaria cortando qualquer tipo de ligação com o grupo. Em um comunicado lançado pelo mesmo, ele afirma que a DR Music estaria usando suas músicas sem dar os devidos créditos. Em parte, dizia: 
| “ | Eu amo Rania, eu não gosto dos negócios da empresa. É por isso que elas não estão ficando maiores e populares. Eles (DR Music) não gostam de fazer negócios antecipadamente. Eles usaram meu nome em todos os lugares, portanto, de volta, retiro-me da empresa. Está tudo bem se eles se arrependerão. Se elas (Rania) deixarem essa empresa, assinaremos com elas rapidamente. Conheça os fatos antes de me atacar. Ataque sua empresa. Tal grande talento será desperdiçado se não conseguirem um melhor suporte. | ” |

 Em 16 de novembro de 2011, Rania realizou seu retorno com seu segundo extended play, intitulado Time To Rock Da Show. O videoclipe da faixa promocional Pop Pop Pop, que foi inteiramente produzida por Brave Brothers, foi lançada quatro dias depois. Pouco depois, durante as promoções do single Pop Pop Pop, a DR Music revelou que os pais da integrante tailandesa Joy estavam com problemas financeiros após o dilúvio ocorrido na Tailândia. Ela decidiu deixar o grupo. Apesar da DR Music ter afirmado que Joy estaria deixando o grupo para ajudar seus pais, ela publicou algumas mensagens indiretas em sua conta oficial no Twitter, afirmando que havia se desentendido com um representante da DR Music, no entanto, tal informação nunca foi confirmada. O grupo continuou suas promoções com seis integrantes. Resumindo, Joy saiu do grupo por se desentender com um representante da DR Music, enquanto o grupo continuaria fazendo suas atividades normalmente.
Em 30 de maio de 2012, o grupo realizou seu retorno com o single Killer. Elas retornaram em 16 de setembro do mesmo ano com seu segundo single digital Style. O videoclipe foi lançado em 20 de setembro e foi produzido pela YG Entertainment. A integrante Jooyi não esteve presente neste retorno para focar em seus estudos.

### 2013–2014:Just Goe mudanças na formação
Rania realizou seu primeiro retorno do ano com o lançamento do single Just Go, acompanhado pelo primeiro álbum de estúdio homônimo. Elas também anunciaram sua estreia americana, prevista para o verão de 2013. Larry Rudolph e Adam Leber, dois dos gerentes da cantora Britney Spears, decidiram gerenciar todas as promoções do Rania nos Estados Unidos. Em 21 de maio, Rania iniciou sua gravações para o reality show do grupo, previsto para der transmitido pela emissora MTV. O programa mostraria os preparativos das integrantes para sua estreia americana. Também foi anunciado que seu álbum americano teria colaborações com diversos artistas estadunidenses, incluindo Snoop Dogg e 2 Chainz. No entanto, meses depois, foi confirmado que sua tão esperada estreia americana havia sido cancelada. Em vez disso, o grupo gravou um comercial especial para o parque de diversões Woongjin Waterpark Play, e em 5 de julho, lançaram um single intitulado Up, especial para os fãs do grupo.

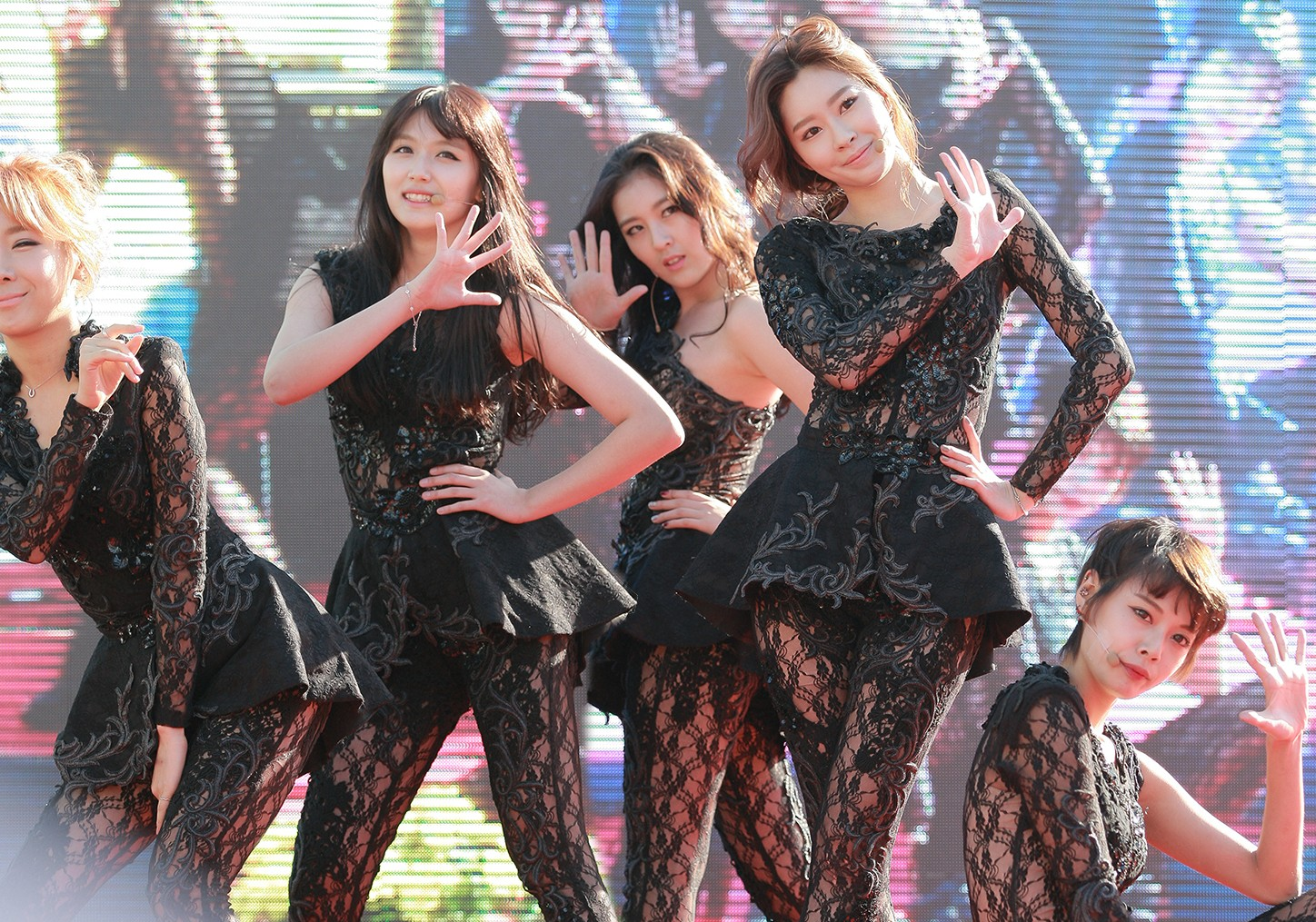
Rania se apresentando no Hyosung Angel Village Festival, em 4 de outubro de 2013

Em 4 de maio de 2014, Rania assinou um contrato com a gravadora espanhola Ingenio Media e confirmou seu retorno previsto para julho, com o single digital Acceleration. A gravadora confirmou que estavam em busca de duas novas integrantes ao grupo para substituir a integrante Riko, que estava ausente desde as promoções do single Just Go. No entanto, em 29 de julho, um funcionário da Ingenio Media divulgou uma parte do single de retorno do Rania aos fãs, afirmando que o retorno do grupo estava demorando muito. Na sequência, a gravadora lançou um comunicado afirmando que não estavam mais procurando novas integrantes para a substituição de Riko, e afirmou que qualquer mudança na formação do grupo deve ser feita pela empresa principal do Rania, DR Music.
No final de 2014, a integrante Saem parou de participar das apresentações ao vivo do grupo e desativou suas redes sociais, levando às especulações de que ela havia deixado o grupo, no entanto, nenhum anúncio oficial sobre sua saída foi feito. Logo depois, a DR Music anunciou a saída da integrante Riko, que anteriormente estava inativa, afirmando que ela desejava se focar em seus estudos. Pouco depois, a DR Music anunciou a entrada da nova integrante, Park Sha Ron. Ela havia sido modelo e ganhou diversos concursos de beleza.

### 2015–2016:Demonstratee mudança na formação
Em janeiro de 2015, a integrante Jooyi havia parado de se apresentar com o grupo, na qual a DR Music afirmou que ela estava simplesmente inativa. Logo depois, em 30 de abril, a integrante Sharon deixou o grupo para continuar sua carreira como modelo. Em julho, Rania realizou diversas apresentações em festivais com duas estagiárias da DR Music: Seulji e Hyemi. Logo depois, em outubro, o Rania confirmou seu retorno como um grupo de cinco integrantes, com seu terceiro extended play Demonstrate. No dia 3 de novembro, foi confirmado que Seulji e Hyemi haviam se tornado integrantes oficial do grupo. Também foi confirmado que o single Demonstrate teria uma segunda versão com a rapper estadunidense Alex Reid. No dia seguinte, foi confirmado que Alex Reid havia se tornado uma integrante oficial do Rania, e no mesmo dia, revelou-se a saída oficial das integrantes Saem e Riko. Alex se tornou a primeira afrodescendente de um grupo feminino sul-coreano. O videoclipe do single Demonstrate foi revelado no dia 4 de novembro. Horas após o lançamento do videoclipe, muitos fãs notaram que Alex não aparecia em nenhum momento no MV, apenas em sua parte. Mais tarde, a DR Music se pronunciou sobre o caso, afirmando que Alex havia tido um problema com seu visto de trabalho e não pôde comparecer às gravações do MV, portanto, as cenas de Alex haviam sido gravadas em dias separados e incluídos no MV. Resumindo, a Sharon deixou o grupo; Seulji (mais tarde conhecida como ZiU), Alex e Hyemi adicionadas ao grupo e Alex sem nenhuma aparição no videoclipe.
Em meados de 2016, a DR Music anunciou que o nome do Rania estaria sendo listado no site MakeStar, onde os fãs podem contribuir financeiramente para as produções dos álbuns de seus artistas favoritos. Também foi informado que o suposto retorno do Rania (previsto para março) teria sido cancelado para agosto e que o grupo estava trabalhando em uma sub-unidade chamada H&X (Hyemi & Alex). Em 13 de junho, um representando do MakeStar anunciou que devido aos frequentes tentativas fracassadas de entrar em contato com um a DR Music sobre o projeto e o comportamento irresponsável e a postura assumida pelo criador do projeto Rania e nossa falta de vontade para ignorar o inconveniente que isso está causando aos participantes do projeto, o nome do Rania seria removido do site e o dinheiro seria devolvido aos fãs.
Em 26 de maio, foi confirmado que as integrantes Kimdee, Tiyei e Xia deixariam oficialmente o Rania para formar um novo grupo chamado ELA8TE, agenciado pela Enter Hama Media. Em 26 de junho, as integrantes restantes realizaram um evento na China com três supostas novas integrantes: Jieun, que havia sido integrante do grupo LPG, Jian e Crystal. No dia 16 de agosto, foi divulgado uma sessão de fotos com todas as seis integrantes para seu suposto retorno. Em 15 de agosto de 2016, Alex confirmou que a liderança do grupo havia sido passada para ela. Resumindo, Kimdee, Tiyei e Xia deixam o grupo e Jieun, Jian e Crystal adicionadas ao grupo.

### 2017:Start a Fire,Refresh 7TH, mudança na formação eLook At Me
Em 23 de dezembro de 2016, a DR Music revelou uma foto teaser onde todas as sete integrantes estavam sentadas em um sofá com apenas suas silhuetas. No dia seguinte, foi reveleado a imagem de Hyemi e a nova integrante do grupo, Jieun. Em 25 de dezembro, as imagens de ZiU (anteriormente conhecida como Seulji) e Yumin foram reveladas. Em 26 de dezembro, a DR Music revelou as imagens de Alex e a nova integrante chinesa TTabo. Com o decorrer dos dias, surgiram rumores de que uma ex-integrante do grupo havia retornado, usando um novo nome artístico. Em 27 de dezembro, foi revelado as finais imagens de Saem, que havia retornado ao grupo usando seu novo nome artístico Yina. No dia seguinte, o grupo lançou um videoclipe para seu novo single, Star a Fire. Foi confirmado que Rania mudaria seu nome para BP Rania, acrônimo para Black Pearl Rania, insinuando que o grupo é uma existência rara na indústria musical sul-coreana. O single Start a Fire foi lançado em 30 de dezembro, acompanhado pelo seu quarto extended play homônimo. A DR Music anunciou: Através da empresa espanhola do Rania, Ingenio Media, a canção estará disponível em mais de cinquenta países.
Em 10 de fevereiro de 2017, foi revelado que BP Rania irá iniciar suas promoções para o single Make Me Ah, incluída no extended play Start a Fire. Também foi revelado que a líder Alex participará de toda a coreografia do single. Dias depois, em 21 de fevereiro, um representante da DR Music revelou que a empresa foi abordada por uma agência de atuação dos Estados Unidos, estabelecendo uma oportunidade de atuação para a integrante Alex. Eles também declararam que esperavam que os fãs pudessem entender os benefícios dessa oportunidade e que permitiria que o grupo ganhasse exposição e ajuda ao sucesso de BP Rania expandindo sua base de fãs internacionais. A DR Music assegurou aos fãs do grupo que Alex continuaria sendo integrante do BP Rania e retornaria às promoções com o grupo em breve.

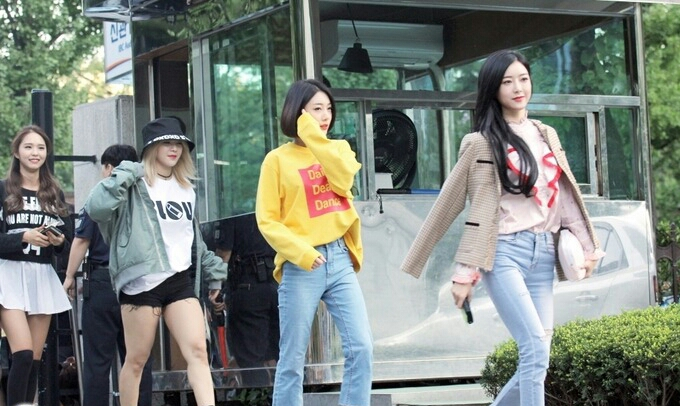
BP Rania indo para as gravações do programa musical Music Bank, em 15 de setembro de 2017.

Em meados de março, a integrante Yina parou de se apresentar com o grupo nas apresentações ao vivo. A DR Music afirmou que ela estava focada em sua carreira de modelo e retornaria às promoções com o grupo no mês seguinte. Em 8 de junho, Yina anunciou sua saída oficial do grupo em uma publicação em sua conta no Instagram. A DR Music confirmou sua saída logo depois.
Em 12 de agosto, o grupo retornou com o lançamento de seu quinto extended play Refresh 7TH, acompanhado pela faixa promocional Beep Beep Beep. Houve controvérsias durante as promoções do single pois muitos fãs notaram que Alex tinha poucas linhas na canção, e esteve parada em todas as apresentações ao vivo enquanto as outras integrantes dançavam e cantavam normalmente. Dias depois, em 19 de agosto, a DR Music revelou que Alex havia deixado o grupo para seguir uma carreira solo. O grupo continuou suas promoções com cinco integrantes. No dia 13 de setembro, o grupo iniciou as promoções para o single Breathe Heavy, faixa do extended play Refresh 7TH.

Em 27 de dezembro, o grupo lançou a canção Look At Me como parte da trilha sonora do drama coreano da SBS, Happy Sisters.

### 2018: Retorno como Rania, mudança na formação e Saida de Yumin e Ttabo
No dia 25 de janeiro de 2018, a DR Music revelou através de suas redes sociais que as integrantes do BP Rania iniciaram seus preparativos para seu retorno com um novo álbum. Poucos dias depois, muitos fãs do grupo notaram a ausência da integrante TTabo em algumas aparições do Rania. Mais tarde, a DR Music emitiu um comunicado afirmando que TTabo estava na China para as gravações de um filme.
Em 31 de maio, a DR Music lançou uma declaração revelando informações sobre o próximo álbum do grupo, previsto para ser lançado em junho de 2018. Confirmou-se também que o álbum consiste em três novas canções e cinco regravações de canções anteriores do grupo. Após o lançamento, o grupo irá realizar turnês na Malásia e Brasil, embora o retorno do grupo em junho tenha sido adiada. O grupo também irá lançar Rania Best Album em agosto. Também foi revelada a saída da integrante Yumin, que deixou o grupo por "estar enfrentando recentemente circunstâncias que tornam cada vez mais difícil para ela seguir o cronograma extremamente exigente do grupo". Em 28 de junho, a DR Music anunciou a entrada da nova integrante tailandesa ao grupo, Namfon. Ela realizou sua primeira aparição oficial na turnê do grupo na Malásia.
No dia 7 de novembro, quando perguntada via SNS, TTabo afirmou que ela é um “ex-ídolo”. Após a descoberta de que todos os membros restantes do grupo tinham removido "Rania" de suas contas de mídia social e que a empresa tinha desdobrado alguns dos membros, começaram a circular rumores de que a DR Music, enquanto empresa, tinha falido e não podia prosseguir as suas atividades do grupo, o que resultaria numa dissolução não oficial.

### 2019: mudanças na formação, situação de Jieun e ZiU
Em 18 de agosto de 2019, Rania anunciou que eles vão se apresentar na Roménia a partir de setembro 4-5 através de sua conta oficial Instagram, com três novas membros confirmadas. É desconhecido se Ziue Jieun deixaram o grupo oficialmente. Em 28 de agosto, a conta oficial Rania YouTube carregou um vídeo confirmando o desempenho da Romenia, bem como revelando os três novos membros para ser SeungHyun, e YoungHeun.

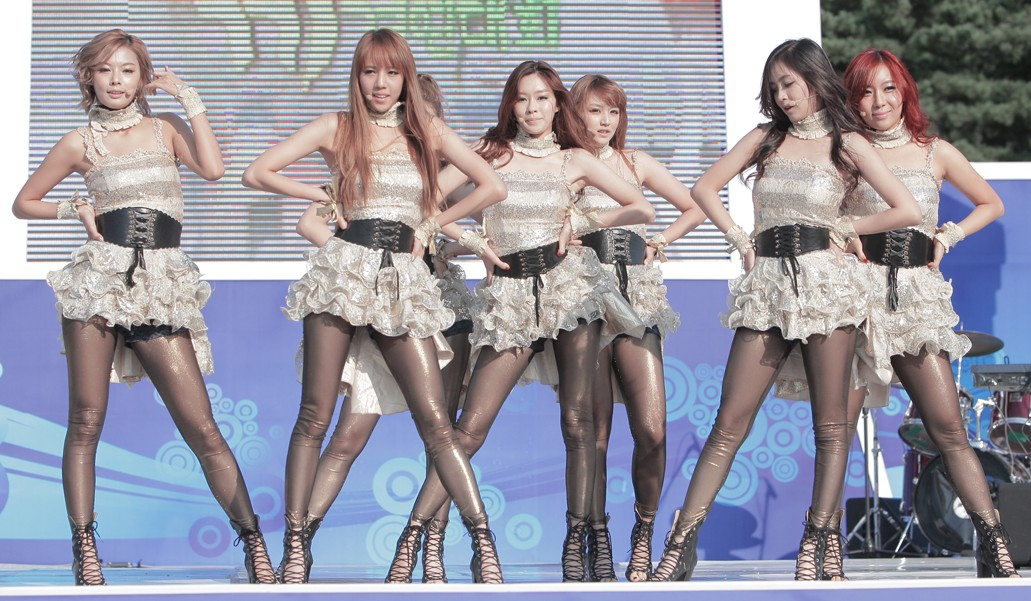
Rania se apresentando no Multicultural Festival, em 21 de setembro de 2011

Em 28 de agosto de 2019, o girl group Rania anunciou sua nova formação para se apresentar em um festival na Romênia, contendo Hyeme e três novas integrantes: Youngheun, ex-integrante do girl group Stellar, Seunghyun, e a ex-trainee da Pledis Entertainment, Larissa. Em 2020, foi anunciado através das mídias coreanas que DR Music decidiu dissolver o Rania estreando um novo grupo, o Blackswan, uma versão reformulada do Rania, com três das cinco integrantes da última formação, juntamente adicionando duas novas trainees: Fatou e Judy. Seunghyun decidiu não se juntar ao Blackswan. A estreia do grupo foi adiada diversas vezes por causa da Pandemia de Covid-19, com a DR Music sofrendo com problemas financeiros.
Em 7 de agosto de 2020 ocorreu uma apresentação do grupo no PyongChang Peace Music Festival, aonde o grupo apresentou as canções "Tonight" e "Demonstrate" do grupo RANIA.

### 2020: Re-debut (BLACKSWAN)
Em 16 de outubro de 2020 o grupo debutou com a música Tonight e o álbum Goodbye Rania, que traz três músicas inéditas e antigos singles do dissolvido Rania. No dia 10 de Novembro de 2020, Dr. Music revelou por nota oficial que o contrato de Hyeme havia expirado em 7 de novembro de 2020, e que a mesma optava por não renová-lo. Hyeme assinou seu contrato como membro do Rania em 2015, e com um período de contrato de seis meses restante, ela concordou em se juntar ao Blackswan até que a primeira atividade do grupo terminasse. Informou a gravadora. Também foi comunicado a pausa temporária nas atividades do grupo a partir de 11 de novembro de 2020.

### 2021: Retorno e Nova Formação
Em 6 de março de 2021, foi revelado que Blackswan iniciou uma série de viagens coreanas em colaboração com o Centro Cultural Coreano da Bélgica.
Em 10 de maio de 2021, a DR Music anunciou audições para adição de novas integrantes. Juntamente com isso um comeback previsto para  mês de agosto sendo incluindo no mesmo essas novas integrantes.

### 2022: Nova Formação
Em 26 de maio de 2022 foi anunciado a entrada de duas novas integrantes para o grupo, Gabi Dalcin e Sriya Lenka, sendo Sriya a primeira indiana a debutar em um grupo de kpop.
Dia 31 de julho de 2022, a DR Music anuncia a saída das duas integrantes coreanas, Judy e Youngheun, o que fez o grupo seguir promovendo novamente com 4 membros.
Em 26 de dezembro de 2022, a DR Music anunciou que Leia retornaria ao Brasil após apresentar complicações em sua saúde mental, inicialmente pensava-se que ela estaria em hiato por alguns meses, até ser revelado que ela não faria mais parte do Blackswan. Após o suposto hiato de Leia, uma nova integrante entra para o grupo, NVee, nascida nos Estados Unidos da América, fazendo com que o grupo ficasse com 4 integrantes em sua formação.

### 2023–Presente:
Em 10 de maio de 2023, foi anunciado que Blackswan estaria lançando seu segundo álbum single "That Karma", em 19 de maio de 2023 Nesse período, Fatou afirmou através do aplicativo Veeper que a formação atual - consistindo de apenas quatro integrantes - se manteria inalterada, implicando que Leia não seria mais considerada uma membro do grupo: "Eu tenho visto que alguns de vocês estão preocupados quanto à adição de membros novos ao BLACKSWAN, mas acredite, nós quatro [Gabi, Nvee, Fatou e Sriya] somos a formação final do BLACKSWAN."

## Integrantes

### Blackswan
- Fatou (파투) Aniversário: 23 de março 1995 (30 anos).

posição: Líder, rapper principal, Dançarina principal, subvocalista.
nascimento : Yoff, Senegal mas cresceu em Tienen/tirlemont na Bélgica. 
- Gabi (가비) Aniversário 7 de novembro de 2002 (22 anos).

posição: subvocalista, dançarina principal, Visual Rapper.
Nascimento: Em Santa Catarina no Brasil. 
- Sriya (스레야) Aniversário: 15 de setembro de 2003 (21 anos).

posição: Vocalista principal, Dançarina principal, maknae. 
Nascimento: Jharsuguda, odisha, Índia. 
- NVee (엔비) Aniversário: 10 de janeiro de 1999 (26 anos).

Posição: Vocalista principal. 
Nascimento: Alexandria, Virgínia, EUA. morou em South jordan utah EUA. 

### Rania
- Yijo (이조) (2011)
- Joy (조이) (2011–2012)
- Riko (리코) (2011–2013)
- Jooyi (주이) (2011–2015)
- Di (디) (2011–2016)
- T-ae (티애) (2011–2016)
- Xia (시아) (2011–2016)
- Yina (이나) (2011–2014, 2016–2017)
- Sharon (샤론) (2014–2015)
- Alexandra (알렉산드라) (2015–2017)
- Zi.U (지유) (2015–2019)
- Jieun (지은) (2015–2019)
- Yumin (유민) (2016–2018)
- Ttabo (따보) (2016–2018)
- Namfon (남폰) (2018–2020)
- Seunghyun (승현) (2019–2020)

## Discografia

### Blackswan
- Goodbye Rania (2020)
- That Karma (2023)
- Roll Up (2024)

### Rania
- The First Expansion In The Asia (2011)
- Time To Rock Da Show (2011)
- Just Go (2013)
- Demonstrate (2015)
- Start A Fire (2016)
- Refresh 7th (2017)

| Álbum         | Detalhes | Melhores posições | Vendas |
| Álbum         | Detalhes | COR               | Vendas |
| ------------- | --- | ----------------- | ------ |
| Goodbye Rania | - Lançamento: 16 de outubro de 2020 - Gravadora: DR Music, Danal Entertainment - Formatos: CD, download digital | ASA               | ASA    |

### Singles
| Canção                                                                         | Ano  | Melhor posição | Álbum         |
| Canção                                                                         | Ano  | COR Hot        | Álbum         |
| ------------------------------------------------------------------------------ | ---- | -------------- | ------------- |
| "Cat & Mouse"                                                                  | 2023 |                | That Karma    |
| "Karma"                                                                        | 2023 |                | That Karma    |
| "Tonight"                                                                      | 2020 | ASA            | Goodbye Rania |
| "Close to Me"                                                                  | 2021 |                | Close to Me   |
| "—" denota títulos que não entraram nas paradas ou não foram lançados no país. |      |                |               |

## Videografia
| Título                        | Ano  | Diretor(es) |
| ----------------------------- | ---- | ----------- |
| "Cat & Mouse" M/V             | 2023 | Sagan Lee   |
| "Karma" M/V                   | 2023 | Sagan Lee   |
| "Karma" (Vídeo Performance)   | 2023 | Sagan Lee   |
| "Tonight" M/V                 | 2020 | Sagan Lee   |
| "Tonight" (Vídeo Performance) | 2020 | Sagan Lee   |
| "Close to Me" M/V             | 2021 | Sagan Lee   |